# 馬凱納 (夏威夷州)
馬凱納（英語：Makena）是位於美國夏威夷州茂宜縣的一個人口普查指定地區。

## 地理
馬凱納的座標為20°39′14″N 156°26′25″W / 20.65389°N 156.44028°W，而該地最高點為海拔高度88米（即289英尺）。

## 人口
根據2010年美國人口普查的數據，馬凱納的面積為29.90平方千米，當中陸地面積為24.50平方千米，而水域面積為5.40平方千米。當地共有人口99人，而人口密度為每平方千米3.31人。